# 봉화중부국민학교
봉화중부국민학교는 대한민국 경상북도 봉화군 봉화읍 내성리 216에 있었던 국민학교이다.

## 연혁
- 1966년 7월 21일 봉화중부국민학교 설립 인가
- 1967년 3월 1일 봉화중부국민학교 개교
- 1975년 3월 1일 폐교 및 봉화국민학교 통폐합